# Castel Porziano
Castel Porziano är Roms tjugonionde zon och har beteckningen Z. XXIX. Zonen Castel Porziano bildades år 1961.

## Kyrkobyggnader
- Santa Maria del Soccorso e San Filippo Neri a Castelporziano

## Arkeologiska lokaler
- Villa di Grotte di Piastra
- Villa di Publio Terenzio
- Villa del Discobolo

## Övrigt
- Casali di Capo Cotto
- Castello e Borgo di Castelporziano
- Riserva statale della Tenuta presidenziale di Castelporziano
- Riserva naturale di Decima-Malafede
- Museo Storico archeologico

## Bilder
| - Italienska presidentens lantgods i Castel Porziano. |